# Lacrimula pyriformis
Lacrimula pyriformis är en mossdjursart som beskrevs av Cook 1966. Lacrimula pyriformis ingår i släktet Lacrimula och familjen Batoporidae. Inga underarter finns listade i Catalogue of Life.